# Bahnar
Bahnar (Ba-Na). – domorodačko pleme bahnarske porodice (Bahnaric) nastanjeno, njih oko 176.000, u planinama istočno od Plei Kua i Kon Tuma u Vijetnamu.  
Osobitosti njihove kulture su komunalne kuće rong, s 30 metara visokim krovovima, lagano zakrivljenim. Rong je središte ceremonijalnog i kulturnog života sela. Ženama je zabranjeno zalaziti u njih. Ona je i dom za adolescentne mladiće. Seoske kuće s velikim balkonima i krovovima često dekoriranih geometrijskim motivima, grupirane su oko ronga. 
Bahnari su jedno od tridesetak plemena bahnarske porodice rasipanih po planinama Vijetnama, Kambodže i Laosa. Svi oni pripadaju široj porodici Mon-Khmer. Trgovina sa susjednim narodima Čam i Anamitima odvijala se stoljećima, tako da im je tradicionalno rukotvorstvo oskudno. Ipak, oni su poznati po stočarstvu i hortikulturi, uzgajaju kukuruz, slatki krumpir, proso, konoplju, duhan i druge kulture. Grobovi Bahnara natkriveni su malenim funeralnim kućicama, preko kojih stavljaju pokojnikove stvari, a okružen je s 4 drvena stupa. Na vrhu se nalaze rezbarije ljudi i majmuna koji štite tijelo pokojnika. Čitavo selo sudjeluje na funeralijama puna 3 dana, obredno će se žrtvovati vodeni bivol, a njegovim mesom nahranit će se selo. - Glava vodenog bivola bit će odrezana i obješena iznad groba, dok će se papci iste životinje položiti na četiri ugla groba. 
Bahnari su animisti, obožavaju drveće, kao što je fikus i indijska smokva ( banyan). 
-U dobi kada beba napuni jedan mjesec starosti buše joj uši, i ona službeno postaje stanovnik sela. Osobe koje bi umrle bez ovakvih rupica u ušnim školjkama, vjeruju, odvest će ga crnouhe božice Duydai u zemlju majmuna.

## Vanjske poveznice
- Foto galerija